# Lisa Banes
Pour les articles homonymes, voir Banes (homonymie).
Lisa Banes est une actrice américaine née le 9 juillet 1955 à Chagrin Falls et morte le 14 juin 2021 à New York.    

## Biographie
Elle a étudié à la Juilliard School à New York. En 1988, elle interprète Bonnie dans le film Cocktail avec Tom Cruise.  

### Vie privée et décès
Mariée à la journaliste Kathryn Kranhold, elle vivait à Los Angeles.  
Le 14 juin 2021, elle décède à New York alors qu'elle a été renversée par une trottinette électrique le 4 juin et admise à l'hôpital Mount Sinai Morningside pour un traumatisme crânien,.  Selon le porte-parole de la police new-yorkaise. Lisa Banes, 65 ans, a été prononcée morte à l'hôpital lundi, des suites de l'accident survenu le 4 juin, à proximité du centre culturel Lincoln Center, a précisé à l'AFP ce porte-parole.

## Filmographie

### Cinéma
- 1988 : Cocktail de Roger Donaldson : Bonnie
- 1988 : Young Guns de Christopher Cain : Mallory
- 2002 : Apparitions de Tom Shadyac : Flora
- 2002 : Pumpkin de Anthony Abrams et Adam Larson Border : Chippy McDuffy
- 2007 : Écrire pour exister de Richard LaGravenese : Karin Polachek
- 2009 : Blondes pour la vie de Savage Steve Holland : La directrice Higgins
- 2014 : Gone Girl de David Fincher : Marybeth Elliott
- 2016 : A Cure for Life de Gore Verbinski : Hollis

### Télévision
- 1994 : Roseanne : Mrs. Simms
- 1994 : Star Trek : Deep Space Nine : Docteur Renhol (Saison 3, épisode 4 "Equilibrium")
- 1995 : Arabesque : Lucy Hedrix
- 2005 : Six Feet Under : Victoria
- 2011 : New York, unité spéciale : Elaine Frye Cavanaugh (saison 12, épisode 20)
- 2015 : NCIS : Enquêtes spéciales : L’ambassadrice Olivia Edmunds
- 2016 : Once Upon a Time : Lady Tremaine
- 2018 : Nashville : Directrice de ranch
- 2022 : The Orville : Speria Balask (saison 3, épisode 4)